# Sarcophyton latum
Sarcophyton latum är en korallart som först beskrevs av James Dwight Dana 1846.  Sarcophyton latum ingår i släktet Sarcophyton och familjen läderkoraller. Inga underarter finns listade i Catalogue of Life.